# Хинальдин
Хинальди́н (2-метилхинолин) — органическое соединение, производное хинолина с химической формулой C10H9N. Применяется для синтеза красителей, лекарств и других органических соединений. Является изомером лепидина.

## История
Синтез впервые был проведен Дёбнером и Миллером в 1881 году по реакции Скраупа из этиленгликоля. Впоследствии они же получили его из анилина с паральдегидом и серной кислотой.

## Физические и химические свойства
Бесцветная жидкость с температурой плавления — −1 °C, кипения — 247,6 °C, плотностью — 1,0585 г/см3, показателем преломления — 1,6126. Плохо растворим в воде, хорошо растворим в органических растворителях.
Образует соли с неорганическими кислотами и алкилирующими агентами. Конденсируется с альдегидами. Атом водорода в метильной группе подвижен, вследствие чего вещество может образовывать металлорганические соединения. Вступает в реакцию Манниха.
Диоксид селена окисляет метильную группу до альдегидной. Хромовая кислота — до карбоксильной.
При взаимодействии с перманганатами образует антраниловую кислоту.

## Получение
Обычно получают из хинолиновой фракции каменноугольной смолы.
Может быть синтезирован по методу Дёбнера-Миллера. Для этого проводится реакция Скраупа, в которой глицерин заменяется на этиленгликоль. Другой модификацией этого же метода является получение хинальдина из анилина, паральдегида и серной кислоты. Замена серной кислоты на соляную и добавление небольшого количества хлорида цинка повышает выход реакции.

## Применение
Применяют для синтеза хинальдиновой кислоты, красителей, лекарственных средств.